# Cerovac, Šabac
Cerovac (izvirno srbsko Церовац) je naselje v Srbiji, ki upravno spada pod Mesto Šabac; slednja pa je del Mačvanskega upravnega okraja.

## Demografija
V naselju, katerega izvirno (srbsko-cirilično) ime je Церовац, živi 378 polnoletnih prebivalcev, pri čemer je njihova povprečna starost 41,4 let (39,4 pri moških in 43,3 pri ženskah). Naselje ima 142 gospodinjstev, pri čemer je povprečno število članov na gospodinjstvo 3,37.
To naselje je, glede na rezultate popisa iz leta 2002, večinoma srbsko, a v času zadnjih 3 popisov je opazen porast števila prebivalcev.
|  |

| Demografija | Demografija     | Demografija     |
| Leto        | Št. prebivalcev | Št. prebivalcev |
| ----------- | --------------- | --------------- |
|             |                 |                 |
|             |                 |                 |
|             |                 |                 |
|             |                 |                 |
| 1948        | 487             |                 |
| 1953        | 521             |                 |
| 1961        | 493             |                 |
| 1971        | 438             |                 |
| 1981        | 445             |                 |
| 1991        | 478             | 464             |
| 2002        | 490             | 479             |
|             |                 |                 |

| Etnična sestava po popisu iz leta 2002 | Etnična sestava po popisu iz leta 2002 | Etnična sestava po popisu iz leta 2002 | Etnična sestava po popisu iz leta 2002 | Etnična sestava po popisu iz leta 2002 |
| -------------------------------------- | -------------------------------------- | -------------------------------------- | -------------------------------------- | -------------------------------------- |
| Srbi                                   | Srbi                                   |                                        | 475                                    | 99,16%                                 |
| Neznano                                | Neznano                                |                                        | 4                                      | 0,83%                                  |